# Angelica Bella
Pour les articles homonymes, voir Bella.
Angelica Bella, née le 15 février 1970, à Budapest, et morte le 7 mai 2021[réf. souhaitée]. est une actrice hongroise de films pornographiques.

## Biographie
Découverte en février 1990 par Pierre Woodman lors de ses fameux casting à l'Est, Angelica n'est pas retenue car il la trouve trop opulente et n'aime pas sa poitrine jugée trop tombante. Quelques mois plus tard, Nils Molitor décide de produire deux films à partir de deux séries cédées à bas prix par Majfilm, les studios nationaux hongrois. Il demande à une agence locale de lui trouver une jeune femme blonde ou brune pour ses films. Il lui en est présenté une douzaine parmi lesquelles une Hongroise de 20 ans, dénommée Gabriella, qui retient son attention. Il la décrit comme un mélange de Brooke Shields et de Jane Seymour et lui confie les rôles principaux des deux films. Gabriella, sous le pseudonyme de Katy Kay, est l'actrice principale de son premier film pornographique, Le tireur est en prison, bientôt suivi de l'Esclave du sexe Ottomane. Gabriella se montre naturelle face à la caméra sans la moindre appréhension. Elle possède un corps voluptueux avec une poitrine ferme et naturelle et n'est pas opposée à la réalisation de quelques scènes d'actes pervers. Dans les deux mois, Nils l'invite à paraître dans six films qu'il réalise en Allemagne. Dès ce moment, sa réputation s'étend et arrive aux oreilles du réalisateur allemand Dino Baumberger qui la place dans son film Les Secrets de Mozart.
C'est ensuite au tour de Mario Salieri de lui faire interpréter des rôles dans ses films pornographiques. En signant un contrat d'exclusivité avec les studios Tecnica Cinenatografica spécialisés dans les films pour adultes, elle change son pseudonyme de Gabriella Dari pour celui d'Angelica Bella et va maintenant partager son temps entre Budapest et Rome. Avec l'aide de Christophe Clark, un acteur du film pornographique originaire du sud de la France, elle soigne son image de marque tout en promouvant une campagne promotionnelle en Italie à coup de photos et d'apparitions publiques. Son but est de concurrencer sa compatriote la Cicciolina. Sa spécialité est la sodomie.
La véritable percée d'Angelica Bella survient en 1992 lorsqu'elle tourne Eccitazioni Fatali (1992) sous la direction du réalisateur italien de films pornographiques Giorgo Grande surnommé Double G. Ce dernier la gardera comme égérie pendant plus de quinze ans. Il fait d'elle l'actrice  du film pornographique la plus connue et la plus adulée en Europe.
Après avoir conquis le marché européen, Angelica Bella décide de tenter sa chance aux États-Unis. Elle y tourne peu et fait ses débuts en 1992 avec The Anal-Europe Series 1 and 2 et, ce qui sera probablement sa vidéo la plus connue, La Femme du pêcheur tournée à Miami cette même année.  On peut la voir aux côtés des grands noms du X américain Tom Byron et Joey Silvera dans Anal-Europe 1 mais ses films «  made in USA   » sont inférieurs  à ceux qu'elle a tourné en Europe. Elle remporte cependant le Hot d'or de la meilleure actrice en 1993.
À la suite du demi-échec américain, l'actrice reprend le chemin de l'Europe de ses débuts et continue à tourner dans des films pornographiques pour différents studios italiens et allemands. Elle acquiert le sobriquet de «  L'Animal  » en rapport avec ses scènes passionnées. Lorsque la Cicciolina se retire en 1992 et que Moana décède en 1994, Angelica Bella se trouve à être non seulement l'actrice de films pornographiques la plus populaire en Italie mais également l'une des dix meilleures actrices du genre en Europe.
Elle reviendra aux États-Unis en 1995 pour une série de films tels qu'Angel's Vengeance et Kinky Villa.
Dans le courant de 1997, elle commence à tourner presque exclusivement pour le réalisateur italien Canyon Grande. À partir de ce moment elle ne tourne plus de scène de sexe avec des partenaires masculins mais uniquement des films de saphisme avec l'actrice hongroise de films pornographiques Veronica Bella dont certains ont dit qu'elle serait sa jeune sœur[réf. nécessaire]. Les scènes de sexe qu'elle interprète avec des partenaires masculins sont des extraits de films antérieurs.
Angelica Bella se retire de l'industrie du film pornographique en 1998 en laissant le champ libre à Veronica Bella de réclamer sa couronne. Elle revient à la scène en 2000 et travaille à nouveau avec Canyon Grande avant de prendre définitivement sa retraite en 2007.

## Distinctions
- 1993 : Hot D'Or — Meilleure actrice européenne[7]

## Filmographie (partielle)
Angelica Bella est parue dans plus de 100 films. Des filmographies plus complètes sont consultables sur IAFD et EGAFD.
| Titre du film                           | Producteur          | Réalisateur    | Parution | Notes                         |
| --------------------------------------- | ------------------- | -------------- | -------- | ----------------------------- |
| Anal Europe 2 - Fantasy                 | Las Vegas           |                |          | Durée 75 minutes              |
| Anal X 18 - France                      | Anabolic Anal       |                |          | Durée 120 minutes Sodomie     |
| Dirty Doc's Butt Bangers 3              | Pleasure            |                |          | Durée 90 minutes Sodomie      |
| Dirty Doc's Sticky Faces 2              | Pleasure            |                |          | Durée 120 minutes             |
| Fisherman's Wife La femme du pêcheur    | Las Vegas Video     |                | 1992     | Sodomie Bukkake DP            |
| Euroflesh 10                            | Sin City            | Derek Worth    | 1992     | Durée 120 minutes Sodomie     |
| Private Film 16 - Cannes Fantasies      | Private Media Group | Frank Thring   | 1994     | Durée 88 minutes              |
| Private Lust Treasures 4                | Private Media Group |                | 1995     | Vignettes Durée 150 minutes   |
| Private Lust Treasures 7                | Private Media Group |                | 1995     | Compilation Durée 150 minutes |
| Raunch-O-Rama 226 - Cum Slurping Nymphs | Leisure Time        |                | 1996     | Compilation Durée 120 minutes |
| Private Castings X 27 - Gili Sky        | Private Media Group | Pierre Woodman | 2004     | Durée 150 minutes             |